# Kitesurfing ai Giochi mondiali sulla spiaggia 2019
Le competizioni di kitesurfing ai Giochi mondiali sulla spiaggia 2019 si sono svolte dal 13 al 16 ottobre 2019 nella spiaggia di Katara, a Doha. È stato disputato un torneo maschile, al quale hanno partecipato 19 atleti, e un analogo torneo femminile che ha visto impegnate 20 atlete. 

## Calendario
Il calendario delle gare è stato il seguente:
| ● | Finali |

| Ottobre |    |    |    |    |    |
| 11      | 12 | 13 | 14 | 15 | 16 |
|         |    | ●  | ●  | 1  | 1  |

## Podi
| Evento                | Oro            | Argento           | Bronzo         |
| Kitesurfing maschile  | Florian Gruber | Nicolas Parlier   | Guy Bridge     |
| Kitesurfing femminile | Daniela Moroz  | Julia Damasiewicz | Elena Kalinina |

## Medagliere
| Posizione | Paese         | Oro | Argento | Bronzo | Totale |
| --------- | ------------- | --- | ------- | ------ | ------ |
| 1         | Germania      | 1   | 0       | 0      | 1      |
| 1         | Stati Uniti   | 1   | 0       | 0      | 1      |
| 3         | Francia       | 0   | 1       | 0      | 1      |
| 3         | Polonia       | 0   | 1       | 0      | 1      |
| 5         | Gran Bretagna | 0   | 0       | 1      | 1      |
| 5         | Russia        | 0   | 0       | 1      | 1      |
| Totale    | Totale        | 2   | 2       | 2      | 6      |